# Eudarcia anaglypta
Eudarcia anaglypta är en fjärilsart som beskrevs av Edward Meyrick 1893. Eudarcia anaglypta ingår i släktet Eudarcia och familjen äkta malar. Inga underarter finns listade i Catalogue of Life.